# Rieppeleon kerstenii
Rieppeleon kerstenii är en ödleart som beskrevs av  Peters 1868. Rieppeleon kerstenii ingår i släktet Rieppeleon och familjen kameleonter.

## Underarter
Arten delas in i följande underarter:
- R. k. kerstenii
- R. k. robecchii